# Jan Nejedlý
Jan Nejedlý (německy Johann Negedly; 23. dubna 1776 Žebrák – 31. prosince 1834 Praha) byl český básník, překladatel, redaktor a vydavatel knih i časopisů, později advokát. Jeho bratrem byl vlastenecký kněz a spisovatel Vojtěch Nejedlý.

## Život
Bratři Nejedlí byli synové řeznického mistra Jan Křtitele Nejedlého a Anny roz. Frydlové. Jan Křtitel Nejedlý patřil mezi zámožné občany města Žebráku, vlastnil větší usedlost a rozsáhlé polnosti, jeho živnost vynášela slušný zisk. Výborná finanční situace rodiny měla pro oba chlapce zásadní význam, neboť bez adekvátní peněžité podpory mohli tehdy studenti procházet nákladnými univerzitními kursy jen s velkými nesnázemi. Jan Nejedlý nebyl zpočátku určen pro právnickou dráhu. Jen shodou šťastných okolností se dostal do Prahy na studia, navzdory původním představám otce, který chtěl, aby Jan v dospělém věku převzal živnost. Díky přímluvám matky a bratra Vojtěcha však nakonec souhlasil s tím, že Jan Nejedlý bude pokračovat ve studiích v Praze. Zde nastoupil zprvu na hlavní piaristickou školu, posléze na staroměstské gymnázium.
Poté, co Jan Nejedlý dokončil s výborným prospěchem gymnázium, nastoupil roku 1793 na pražskou univerzitu. Největší vliv na mladého Jana Nejedlého měly přednášky Františka Martina Pelcla, prvního profesora nově zřízené katedry českého jazyka na pražské univerzitě. V době, kdy Pelcl nastoupil do svého úřadu (roku 1793), přichází na filosofickou fakultu i Nejedlý. Od první chvíle věnuje pozornost Pelclovým výkladům o českém jazyce a české literatuře. Pelcl doporučoval svým žákům, aby se seznámili s díly českých klasiků. Sám o svých přednáškách předčítal úryvky z knih Komenského, Veleslavína, Koldína i z děl představitelů jednoty bratrské. Jedním z nejpilnějších žáků Františka Pelcla byl Nejedlý. Na radu svého učitele začal navštěvovat univerzitní knihovnu, kde mohl horlivě studovat starší české tisky. Mimořádný význam měla pro mladého studenta ta skutečnost, že se zde seznámil s K. R. Ungarem. Karel Rafael Ungar, muž vynikajících zásluh o klementinskou univerzitní knihovnu, podporoval Nejedlého ve studiu českých knih a byl mu nápomocen i v mnoha jiných směrech. Především díky Ungarovi poznal Nejedlý řadu skvělých vědeckých osobností (Josef Dobrovský, František Faustin Procházka, aj.) a rovněž díky němu získal přístup do pražských šlechtických salonů (docházel např. k Nosticům, Fürstenberkům, Lobkovicům, Hartigům). Obliba u Rafaela Ungara i u některých českých aristokratů byla pro Nejedlého kariéru velmi důležitá. Podpora „vyšších kruhů“ mu totiž dokázala zajistit prestižní místo profesora českého jazyka na pražské univerzitě. Nejedlý se však ještě před nástupem na stolici české řeči a literatury stihl proslavit jako básník a překladatel. Vystoupil ve třech Puchmajerových almanaších a knižně vydal dva překlady, z Meinerta dílo Vlastenečtí zpěvové a z Gessnera Smrt Abelovu (obojí roku 1800).
Smrtí Františka Martina Pelcla se na pražské universitě uvolnilo místo profesora bohemistiky. Tento úřad měl velkou vážnost, už při jeho založení se o profesuru ucházelo mnoho skvělých mužů. Také při volbě druhého profesora byly mezi kandidáty osobnosti zvučného jména. Nakonec se ovšem prosadil student práv Jan Nejedlý. Jeho úspěch lze ozřejmit vysvětlením několika důležitých skutečností. Nejedlý vyučoval český jazyk na universitní půdě ještě před svým nástupem na katedru českého jazyka. Direktoriát filosofických studií jej totiž roku 1800 požádal, aby zastupoval nemocného profesora Pelcla v jeho přednáškách. Fakt, že byl Nejedlý suplentem, měl sice při volbě nového profesora určitý význam, sám o sobě však nemusel znamenat nic zásadního. Názorným příkladem toho je neúspěch Vojtěcha Veselého, suplenta Josefa Zlobického, při kandidatuře na místo profesora bohemistiky na vídeňské universitě roku 1810. Ani skvělá kokursní práce nemusela kandidátovi zajistit profesorský úřad. Nejdůležitějším předpokladem totiž byla podpora vlivných osob, zejména šlechticů, kteří měli kontakty u dvora ve Vídni.
Profesorskou činnost Nejedlý oficiálně zahájil nástupní řečí, kterou pronesl 16. listopadu 1801 v tzv. české síni v Klementinu. Instalace byla zároveň jakousi vlasteneckou slavností, na níž byli účastni univerzitní vzdělanci, vlastenci a představitelé známých šlechtických rodů. Jana Nejedlého, jako nového profesora české řeči a literatury, představil přítomným Rafael Ungar. Pak se ujal slova sám Nejedlý a přečetl jím sepsanou apologii českého jazyka. Ta potom vyšla tiskem pod názvem Akademische Antrittsrede. Nejedlého nástupní řeč měla velký ohlas. Její ústní přednes sklidil obrovský potlesk a její vydání bylo dvakrát velmi rychle rozprodáno. Nejedlý tak získal obrovskou popularitu ještě před nástupem na katedru.
Jan Nejedlý zastával profesorský úřad třiatřicet let (do roku 1834). Během této doby se ovšem několikrát vážně rozstonal a musel být na nějaký čas nahrazován. V letech 1825-1826 jej například zastupoval Josef František Frič (ten Nejedlému pomáhal i v advokátní praxi), roku 1829 a 1831 zase suplent Filípek. Přes svou nemoc však Nejedlý vydržel ve svém úřadě – stejně jako profesor Pelcl – až do své smrti.
Nejedlého přednášky probíhaly třikrát týdně vždy mezi desátou a jedenáctou hodinou ve druhém poschodí v Klementinu. Učební program byl rozdělen do dvou částí. V zimním pololetí přednášel Nejedlý mluvnici, v letním období českou literaturu do roku 1792 a „die Lehre von der Bildung der Sprache“ ze své gramatiky. Na konci školního roku se konaly souborné zkoušky. Student musel v písemné části prokázat jazykové schopnosti při překladu z němčiny do češtiny (a naopak), v ústní části při psaní diktátu (na tabuli) a testu z teoretických pravidel. Navíc se přihlíželo ke znalostem z literatury. Nejedlý byl přísný učitel (zejména ve starším věku) a málokterý student od něj odcházel s „výbornou“. Poslední kolo zkoušek vedené Nejedlým proběhlo roku 1834. Mezi zkoušenými tehdy byli – mimo jiných žáků – Karel Jaromír Erben, František Jaromír Rubeš (Nejedlého příbuzný) a Antonín Rybička (Nejedlého životopisec). Při svých výkladech o českém jazyce se Nejedlý opíral o vlastní gramatiku. Tu vydal roku 1804 pod názvem Böhmische Grammatik. Nejedlého učebnice obsahuje čtyři oddíly (Abschnitte), věnované jednotlivým částem gramatiky (etymologie, pravopis, morfologie, syntax), a přídavek k české prozódii.
Böhmische Grammatik nemá pro vývoj českého jazyka (a jazykovědy) takový význam jako například Ausführliches Lehrgebäude der böhmischen Sprache Josefa Dobrovského. Celkovým pojetím svého díla se Nejedlý přidržuje Pelclovy mluvnice Grundsätze der böhmische Grammatik a přípravných prací Josefa Dobrovského. Přes svou nepůvodnost však Nejedlého gramatika získala slušnou odezvu a dokázala zastínit i Pelclovo dílo. Roku 1805 ji Nejedlý doplnil o Praktischer Teil, soubor úloh k procvičování českého jazyka. O pět let později pak vydává kompletní a upravenou Praktische böhmische Grammatik für Deutsche, která se dočkala několika vydání.
Během let 1795-1799 absolvoval Jan Nejedlý čtyři ročníky právnické fakulty pražské university. Podobně jako Josef Jungmann, s nímž se během těchto studií seznámil, přijal po ukončení fakulty místo učitele, a nevěnoval se tedy práci právnické nebo úřednické. Na rozdíl od Jungmanna se ovšem do oblasti práva a advokacie vrátil. V letech 1801-1802 prošel Nejedlý třemi náročnými zkouškami (nutným předpokladem k dosažení doktorátu) a v červnu 1803 podal direktoriátu právnických studií 65 právních tezí, které chtěl obhajovat. Po jejich schválení a po veřejné disputaci za účasti profesorského sboru právnické fakulty a mnoha vzácných hostí byl povýšen na doktora veškerých práv. Na slavnostní udělení doktorátu se tehdy přišlo podívat plno lidí z Prahy a venkova. Do roku 1809 si Nejedlý přivydělával jako koncipient na různých místech (v kancelářích jiných právníků). Pak se mu ovšem naskytla příležitost otevřít si vlastní advokátní poradnu. Roku 1809 si zařídil kancelář v Ovocné ulici, kterou později přemístil na Koňský trh. Jako výborný právník si záhy vybudoval širokou klientelu. Příjmy z advokátní činnosti spolu s profesorským platem mu zajistily poměrně slušné finanční zaopatření.
Vrcholu své kariéry dosáhl Jan Nejedlý roku 1812, kdy byl vyznamenán titulem císařského rady za revizi překladu občanského zákoníku. Nejedlý, který opravoval překlad Josefa Zlobického a Vojtěcha Veselého, při své práci uplatnil – na rozdíl od překladatelů – výbornou znalost české terminologie v oblasti práva. Navíc se projevil jako schopný literát, neboť se podstatnou měrou zasloužil o vysokou stylovou hodnotu textu. Zatímco Veselý obdržel podle dohody finanční hotovost, Nejedlý, jemuž by peněžitá odměna neslušela vzhledem k jeho společenskému postavení, byl navržen na titul c.k.rady. Rozhodnutím císaře Františka I. tuto hodnost získal v březnu 1812.

Svým společenským vzestupem si Nejedlý získal obrovskou popularitu doma i za hranicemi. Dopisoval si s předními vědci a literáty, přátelil se s aristokraty a se známými osobnostmi soudobého společenského života, byl členem významných zahraničních institucí. Čím více však jeho známost a společenská prestiž rostla, tím více upadal v nemilost u těch českých vlastenců, kteří – často přes hmotný nedostatek – svůj život plně zasvětili práci pro český národ.

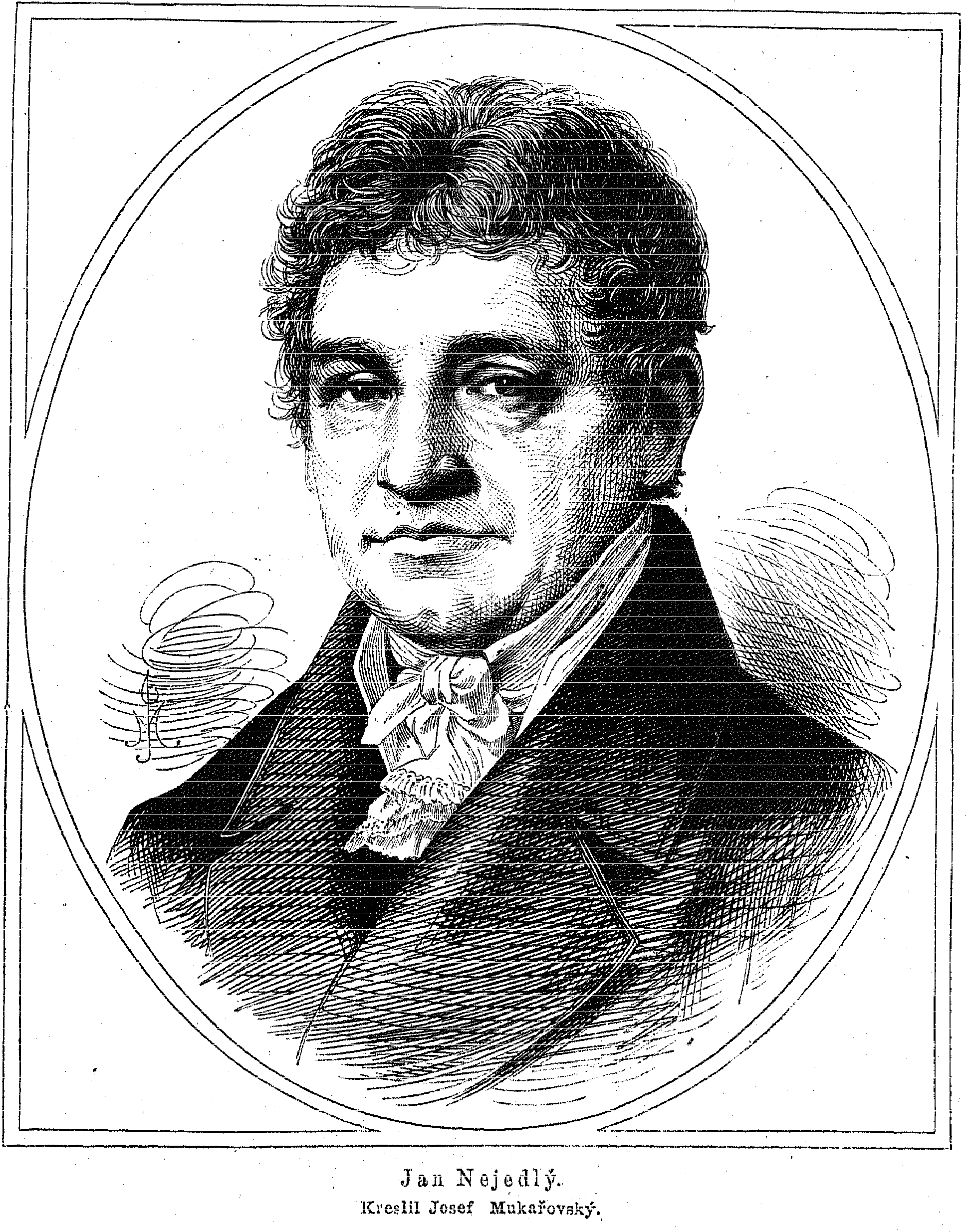
Jan Nejedlý na kresbě J. Mukařovského z roku 1876

Po roce 1809 Nejedlého spisovatelská a publicistická činnost ztrácí na intenzitě. Dříve tak hojně vydávané překlady nyní vycházejí v dlouhých časových intervalech, Hlasatel český přestává vycházet úplně, další veřejné aktivity jsou jen dozvukem dřívější nadšené činnosti mladého profesora bohemistiky. Nejedlý pozbývá své vážnosti mezi českými literáty, což se brzy projeví v jeho roztržce s Václavem Hankou a posléze s Josefem Jungmannem.
Událostí, jež měla pro Nejedlého veřejné působení dalekosáhlé negativní důsledky, byl tzv. ortografický boj. V něm se střetl právě s Hankou a Jungmannem, což se – při oblibě těchto dvou mužů u mladé generace českých vlastenců – nemohlo neprojevit v soudobém hodnocení Jana Nejedlého. Nepřátelství s „otcovsky vlídným“ Jungmannem, literární nečinnost, významné společenské postavení a vysoké příjmy, zkostnatělost a neústupnost, četné zprávy o udavačství a maření vlasteneckých podniků, to vše si mladí literáti tehdy spojovali s osobou Nejedlého. Na špatném mínění o něm se velkou měrou podepsala také ta skutečnost, že ve svých přednáškách již nepromlouval s onou „plamennou horlivostí“ o českém jazyku jako dříve, ale že pouze předčítal ze své gramatiky a jedinými vášnivějšími projevy byly jeho výpady proti „novotářům a kazičechům“, tedy proti Jungmannovi a jeho družině.
Během ortografického boje se Nejedlý neúčastnil žádného nového vlasteneckého podniku. Naopak, mnohé z nich přímo odmítal, především proto, že byly organizovány jeho protivníky. Nejvíce ho dráždilo experimentátorské úsilí v oblasti rozšiřování slovní zásoby, neboť neodpovídalo jeho představám o vhodném kultivování českého jazyka.
Ve třicátých letech, po definitivním vítězství analogistů v ortografickém boji, se Nejedlého životní dráha uzavírá. Po dlouhé těžké nemoci umírá 31. prosince 1834, v domě „U zlatého beránka“ na Koňském trhu.

## Literární dílo

### Básnická tvorba
Vlastní básnickou sbírku Nejedlý nevydal. Samostatně tiskem vyšly pouze příležitostné básně (Elegie na Karla z Fürstenberka roku 1799, Na příjezd J.M. císaře rakouského a krále českého Františka I. roku 1810). Většina jeho veršovaných prací se nachází v Puchmajerových almanaších a v časopise Hlasatel český. Počátky literární tvorby usnadnila Janu Nejedlému podpora staršího bratra Vojtěcha a krajana Šebestiána Hněvkovského. Právě oni – spolu s Antonínem Puchmajerem – stáli u zrodu první novočeské básnické školy. V době, kdy tento básnický trojlístek začínal se svou činností, studoval ještě Nejedlý na staroměstském gymnáziu. Brzy po vstupu na univerzitu se však ke svým přátelům připojil, a stal se přispěvatelem (a částečně i spoluorganizátorem) básnického almanachu Sebrání básní a zpěvů. Verše Jana Nejedlého nacházíme pouze ve čtyřech z pěti Puchmajerových almanachů. Absence Nejedlého v Nových básních z roku 1814 symbolicky souvisí s přerušením jeho významné literární a redaktorské činnosti. Právě tak příznačné je vystoupení Václava Hanky a Aloise Svobody (a svým způsobem tedy nahrazení Nejedlého) v tomto, posledním svazku, neboť právě Hankova generace později Nejedlého definitivně odstavila na vedlejší kolej českého literárního a vědeckého života. Nejedlého poezii lze rozdělit do tří žánrově-tematických okruhů. První okruh tvoří epigramy, druhý milostné a idylické básně, třetí okruh vlastenecké a příležitostné básně.

### Překladatelská tvorba
Když Nejedlý převzal po Františku Martinu Pelclovi profesorský úřad, měl již za sebou básnický debut (v Sebrání básní a zpěvů) i první překladatelské zkušenosti (překlady z rakouského sběratele lidové poezie Josepha Georga Meinerta a švýcarského romantika Salomona Gessnera). Po nástupu na katedru pokračoval ve své literární práci ještě s větším úsilím. Již v roce 1801 dokončil překlad 1.zpěvu Homérovy Illiady, který následujícího roku vydal vlastním nákladem knižně. V téže době se pokusil proslavit jako publicista. V letech 1801-1802 vydával časopis "Český poutník", který překládal z německého Böhmischer Wandersmann. Přestože s Českým poutníkem neuspěl, byl tento podnik dobrou zkušeností ve vydavatelské práci, kterou mohl zúročit o několik let později.
Roku 1804 vydal Nejedlý podruhé Smrt Abelovu a o rok později se k Salomonu Gessnerovi vrátil překladem díla Dafnis a první plavec. Tehdy Jan Nejedlý skutečně překypoval tvůrčí a organizační aktivitou. Mimo vydání dvou překladů z Gessnera sestavil českou gramatiku (teoretickou a posléze i praktickou část) a začal připravovat nový časopis, Hlasatel český.
V Hlasateli se Nejedlý ukázal být univerzální osobností. Své schopnosti totiž prokázal nejen jako redaktor a organizátor, ale i jako přední spisovatel (do časopisu přispíval překlady, básněmi, prózou a populárně naučnými články). Jeho Hlasatel český měl mezi vlastenci výbornou pověst. Vycházel však jen velmi krátkou dobu (1806-1808, 1818-1819).
Během vydávání Hlasatele pracoval Nejedlý na překladu díla Jeana-Pierra Clarise de Floriana "Numa Pompilius". Tiskem jej vydal roku 1808 pod názvem Numa Pompilius, druhý král římský.
Po roce 1809, kdy se Jan Nejedlý stal zemským advokátem (viz níže), přestal věnovat pozornost publicistické a literární práci. Čtvrtý ročník Hlasatele vydal až po desetileté přestávce (z materiálů připravených na rok 1809) a na konci roku 1819 jej zastavil nadobro. Časová zaneprázdněnost – v důsledku rozsáhlé advokátní praxe – se podepsala i na Nejedlého činnosti překladatelské. Během 25 let vyšly knižně pouhé dva překlady, z Younga dílo Kvílení aneb rozjímání noční (1820) a roku 1829 Gessnerovy Idylly.
Z uvedeného výčtu knih a časopisů je zřejmé, že převážná část literární tvorby Jana Nejedlého spadá do krátkého období mezi rokem 1800 a 1808. Jejím omezením po roce 1809 (a především zastavením Hlasatele českého) se Nejedlý vzdal předního místa mezi českými buditeli.

### Vlastní
- Böhmische Grammatik (1804), učebnice české gramatiky pro Němce s využitím děl Pelzla a Dobrovského
- Practische Böhmische Grammatik für Deutsche. Zweyte umgearbeitete und verbesserte Ausgabe. (1809)

### Překlady
- Salomon Gessner:Smrt Abelova (1800)
- 1. zpěv Iliady (1802) od Homéra
- Salomon Gessner: Dafnis a první plavec. Noc a obraz potopy. (1805)
- J. P. Florian: Numa Pompilius, druhý král římský (1808)
- Edward Young: Kvílení, aneb rozjímání noční, Praha 1820
- Salomon Gessner: Idyly, Praha 1829